# Vitklöversandbi
Vitklöversandbi (Andrena afzeliella) är en stekelart som beskrevs av Kirby 1802. Det ingår i släktet sandbin och familjen grävbin.

## Taxonomi
Artens taxonomiska ställning är omstridd. Många auktoriteter ser den som en synonym till vickersandbi (Andrena ovatula).
Arten kallades tidigare för Andrena albofasciata, men har 2023 slagits ihop med Andrena afzeliella.

## Beskrivning
Arten påminner mycket om den nära släktingen vickersandbi, med dess svarta kropp med vitaktiga hårband i bakändarna av tergiterna, segmenten på bakkroppens ovansida. Vitklöversandbiet har emellertid mer rent vita hårband, och är dessutom mindre än vickersandbiet.

## Ekologi
Näringsmässigt är arten specialiserad på ärtväxter. Som de flesta sandbin är biet solitärt och gräver ut sina larvbon i sandig mark.

## Utbredning
Arten förekommer från södra Sverige till Mellaneuropa. I Sverige, där arten är klassificerad som livskraftig ("LC"), finns den i Skåne, Halland, Blekinge, Småland, Öland och Östergötland, samt med osäker förekomst i Västergötland och Dalsland. Den är lokalt utdöd i Bohuslän, Gotland och Uppland.
Arten har funnits i Finland, men är numera klassificerad som nationellt utdöd ("RE") där.